# Theridion praemite
Theridion praemite är en spindelart som beskrevs av Simon 1907. Theridion praemite ingår i släktet Theridion och familjen klotspindlar.
Artens utbredningsområde är Sierra Leone. Inga underarter finns listade i Catalogue of Life.